# Vitis retordii
Vitis retordii är en vinväxtart som beskrevs av Romanet du Caill. och Jules Émile Planchon. Vitis retordii ingår i släktet vinsläktet, och familjen vinväxter. Inga underarter finns listade i Catalogue of Life.